# Luis Télles
Luis Fernando Télles González (León, 9 marzo 1992) è un calciatore messicano, centrocampista del CD Coria.

## Carriera

### Club
Ha giocato nella massima serie messicana.

### Nazionale
Ha giocato nella nazionale messicana Under-17.